# Polnischer Fußballpokal 1987/88

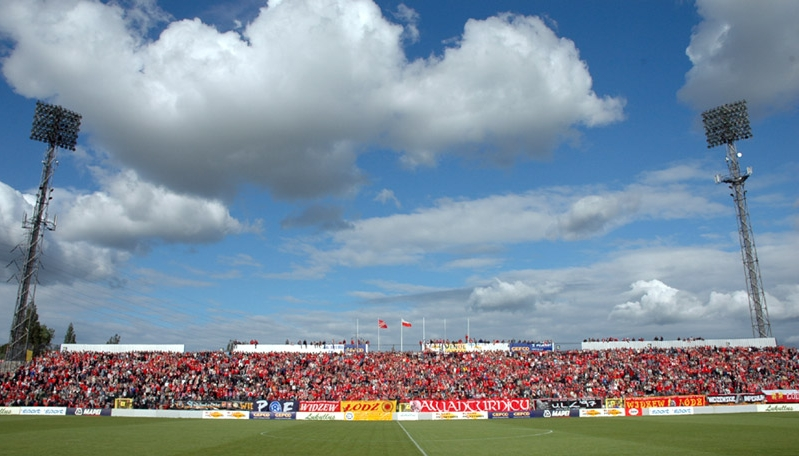
Das Stadion Widzewa in Łódź, Austragungsort des polnischen Pokalfinales 1988

Der Puchar Polski 1987/88 war die 34. Ausspielung des polnischen Pokalwettbewerbs. Er begann am 25. Juli 1987 und wurde mit dem Finale am 23. Juni 1988 abgeschlossen.
Im Finale standen sich Lech Posen und Legia Warschau gegenüber. Lech Posen gewann den nationalen Pokal bei seiner vierten Finalteilnahme zum dritten Mal. Endspielgegner Legia stand zum elften Mal im Finale. Durch den Pokalgewinn war Lech Posen für die Teilnahme am Europapokal der Pokalsieger qualifiziert.
Titelverteidiger Śląsk Wrocław schied im Viertelfinale aus.

## Teilnehmende Mannschaften
| 1. Liga 16 Vereine der Saison 1986/87 | 2. Liga 32 Vereine der Saison 1986/87 | 64 regionale Teilnehmer aus den Woiwodschaften | 64 regionale Teilnehmer aus den Woiwodschaften | 64 regionale Teilnehmer aus den Woiwodschaften |
| Górnik Zabrze Pogoń Stettin GKS Katowice Śląsk Wrocław (TV) Legia Warschau Widzew Łódź Lech Posen Zagłębie Lubin ŁKS Łódź Górnik Wałbrzych Lechia Gdańsk Olimpia Posen Polonia Bytom Ruch Chorzów Stal Mielec Motor Lublin | Gruppe I Szombierki Bytom Bałtyk Gdynia Piast Gliwice Stilon Gorzów Wielkopolski Zawisza Bydgoszcz GKS 1962 Jastrzębie Piast Nowa Ruda Radomiak Radom Odra Wodzisław Ślęza Wrocław Chrobry Głogów Gwardia Warszawa Dozamet Nowa Sól Urania Ruda Śląska Arka Gdynia Gwardia Koszalin Gruppe II Jagiellonia Białystok Stal Stalowa Wola Górnik Knurów Wisła Krakau Hutnik Kraków Zagłębie Sosnowiec Igloopol Dębica Olimpia Elbląg Włókniarz Pabianice Resovia Rzeszów Avia Świdnik Broń Radom Korona Kielce Hutnik Warszawa Wisła Płock Sandecja Nowy Sącz | - W. Biała Podlaska AZS Biała Podlaska - W. Białystok Pogoń Łapy - W. Bielsko-Biała BKS Stal Bielsko-Biała BBTS Włókniarz Bielsko-Biała - W. Bydgoszcz Polonia Bydgoszcz Chojniczanka Chojnice - W. Chełm Gwardia Chełm - W. Ciechanów Mlawianka Mława - W. Częstochowa Raków Częstochowa - W. Elbląg Powiśle Dzierzgoń - W. Gdańsk Wisła Tczew Stoczniowiec Gdańsk - W. Gorzów SHR Wojcieszyce - W. Jelenia Góra Olimpia Kamienna Góra - W. Kalisz Ostrovia Ostrów Wielkopolski - W. Katowice Carbo Gliwice Victoria Jaworzno Grunwald Ruda Śląska - W. Kielce Granat Skarżysko-Kamienna - W. Konin Górnik Konin - W. Koszalin Spójnia Świdwin | - W. Kraków Gościbia Sułkowice Hutnik II Kraków - W. Krosno Karpaty Krosno - W. Legnica Zagłębie II Lubin - W. Leszno Kania Gostyń - W. Lublin KS Lublinianka Motor II Lublin - W. Łomża Grom Czernowy Bór - W. Łódź Włókniarz II Pabianice Boruta Zgierz - W. Nowy Sącz Glinik Gorlice - W. Olsztyn Jeziorak Iława - W. Opole Małapanew Ozimek Spartan Grudynia Wielka - W. Ostrołęka Bug II Wyszków - W. Piła Lubuszanin Trzcianka - W. Piotrków GKS Bełchatów - W. Płock Stoczniowiec Płock - W. Poznań Warta Posen Warta II Posen - W. Przemyśl Czuwaj Przemyśl | - W. Radom Orzeł Wierzbica - W. Rzeszów Resovia II Rzeszów Stal II Mielec - W. Siedlce Pogoń Siedlce - W. Sieradz WKS Wieluń - W. Skierniewice Unia Skierniewice - W. Słupsk Gryf Słupsk - W. Suwałki Rominta Gołdap - W. Szczecin Flota Świnoujście Energetyk Gryfino - W. Tarnobrzeg Siarka Tarnobrzeg - W. Tarnów Błękitni Tarnów - W. Toruń Elana Toruń - W. Wałbrzych Zagłębie Wałbrzych Górnik II Wałbrzych - W. Warszawa Legia II Warschau Polonez Warszawa - W. Włocławek Start Radziejów - W. Wrocław Pogoń Oleśnica Polar Wrocław - W. Zamość Roztocze Szczebrzeszyn - W. Zielona Góra Carina Gubin |

## 1. Runde
Die Spiele der 1. Runde fanden zwischen dem 25. Juli und 1. August 1987 mit den Teilnehmern aus den Woiwodschaften statt.
| Datum          |                         | Ergebnis              |                              |
| -------------- | ----------------------- | --------------------- | ---------------------------- |
| 25./26.07.1987 | Rominta Gołdap          | 1:3                   | Bug II Wyszków               |
| 25./26.07.1987 | Grom Czerwony Bór       | 2:3 n. V.             | BBTS Włókniarz Bielsko-Biała |
| 25./26.07.1987 | Spójnia Świdwin         | 0:3                   | Lubuszanin Trzcianka         |
| 25./26.07.1987 | Flota Świnoujście       | 0:0 n. V. (3:4 i. E.) | Gryf 95 Słupsk               |
| 25./26.07.1987 | SHR Wojcieszyce         | 3:1                   | Energetyk Gryfino            |
| 25./26.07.1987 | Powiśle Dzierzgoń       | 0:1                   | Wisła Tczew                  |
| 25./26.07.1987 | Chojniczanka Chojnice   | 0:2                   | Stoczniowiec Gdańsk          |
| 25./26.07.1987 | Jeziorak Iława          | 1:0                   | Elana Toruń                  |
| 25./26.07.1987 | Start Radziejów         | 5:1                   | Warta Posen                  |
| 25./26.07.1987 | Pogoń Siedlce           | 5:2                   | Pogoń Łapy                   |
| 25./26.07.1987 | Legia II Warschau       | 0:1                   | Mławianka Mława              |
| 25./26.07.1987 | Włókniarz II Pabianice  | 0:4                   | Polonez Warszawa             |
| 25./26.07.1987 | Warta II Posen          | 2:2 n. V. (3:2 i. E.) | WKS Wieluń                   |
| 25./26.07.1987 | Kania Gostyń            | 1:3                   | Ostrovia Ostrów Wielkopolski |
| 25./26.07.1987 | Carina Gubin            | 1:2 n. V.             | Pogoń Oleśnica               |
| 25./26.07.1987 | Olimpia Kamienna Góra   | 1:0                   | Polar Wrocław                |
| 25./26.07.1987 | Górnik II Wałbrzych     | 2:1                   | Małapanew Ozimek             |
| 25./26.07.1987 | Spartan Grudynia Wielka | 1:6                   | Carbo Gliwice                |
| 25./26.07.1987 | Victoria Jaworzno       | 0:1 n. V.             | BKS Stal Bielsko-Biała       |
| 25./26.07.1987 | Gościbia Sułkowice      | 0:1                   | Grunwald Ruda Śląska         |
| 25./26.07.1987 | Błękitni Tarnów         | 0:3                   | Granat Skarżysko-Kamienna    |
| 25./26.07.1987 | Glinik Gorlice          | 5:2                   | Karpaty Krosno               |
| 25./26.07.1987 | Resovia II Rzeszów      | 0:1                   | Siarka Tarnobrzeg            |
| 25./26.07.1987 | Czuwaj Przemyśl         | 1:2                   | Stal II Mielec               |
| 25./26.07.1987 | Roztocze Szczebrzeszyn  | 1:5                   | KS Lublinianka               |
| 25./26.07.1987 | Gwardia Chełm           | 4:1 n. V.             | AZS Bielsko-Biała            |
| 25./26.07.1987 | Motor II Łublin         | 2:2 n. V. (1:2 i. E.) | Unia Skierniewice            |
| 25./26.07.1987 | Orzeł Wierzbica         | 0:2                   | GKS Bełchatów                |
| 25./26.07.1987 | Stoczniowiec Płock      | 0:4                   | Boruta Zgierz                |
| 25./26.07.1987 | Górnik Konin            | 0:0 n. V. (1:3 i. E.) | Polonia Bydgoszcz            |
| 28.07.1987     | Zagłębie II Lubin       | 0:2                   | Zagłębie Wałbrzych           |
| 01.08.1987     | Hutnik II Kraków        | 1:0                   | Raków Częstochowa            |

## 2. Runde
Die Spiele der 2. Runde wurden am 5. August 1987 mit den Gewinnern der 1. Runde sowie den Mannschaften der 2. Liga der Saison 1986/87 ausgetragen.
| Datum      |                              | Ergebnis              |                            |
| ---------- | ---------------------------- | --------------------- | -------------------------- |
| 05.08.1987 | Bug II Wyszków               | 0:1                   | Gwardia Warszawa           |
| 05.08.1987 | BBTS Włókniarz Bielsko-Biała | 0:2                   | Jagiellonia Białystok      |
| 05.08.1987 | Lubuszanin Trzcianka         | 0:2                   | Gwardia Koszalin           |
| 05.08.1987 | Gryf Słupsk                  | 0:1                   | Bałtyk Gdynia              |
| 05.08.1987 | SHR Wojcieszyce              | 3:0                   | Arka Gdynia                |
| 05.08.1987 | Wisła Tczew                  | 2:1                   | Olimpia Elbląg             |
| 05.08.1987 | Stoczniowiec Gdańsk          | 1:5                   | Zawisza Bydgoszcz          |
| 05.08.1987 | Jeziorak Iława               | 2:0                   | Wisła Płock                |
| 05.08.1987 | Start Radziejów              | 1:0                   | Stilon Gorzów Wielkopolski |
| 05.08.1987 | Pogoń Siedlce                | 1:0                   | Hutnik Warszawa            |
| 05.08.1987 | Mławianka Mława              | 0:1                   | Włókniarz Pabianice        |
| 05.08.1987 | Polonez Warszawa             | 1:4                   | Radomiak Radom             |
| 05.08.1987 | Warta II Posen               | 1:1 n. V. (4:5 i. E.) | Ślęza Wrocław              |
| 05.08.1987 | Ostrovia Ostrów Wielkopolski | 3:1 n. V.             | Chrobry Głogów             |
| 05.08.1987 | Pogoń Oleśnica               | 1:2                   | Zagłębie Sosnowiec         |
| 05.08.1987 | Olimpia Kamienna Góra        | 1:2                   | Dozamet Nowa Sól           |
| 05.08.1987 | Zagłębie Wałbrzych           | 2:3                   | Piast Nowa Ruda            |
| 05.08.1987 | Górnik II Wałbrzych          | 1:5                   | Górnik Knurów              |
| 05.08.1987 | Carbo Gliwice                | 0:0 n. V. (1:3 i. E.) | Urania Ruda Śląska         |
| 05.08.1987 | BKS Stal Bielsko-Biała       | 2:0                   | Hutnik Kraków              |
| 05.08.1987 | Grunwald Ruda Śląska         | 2:1                   | Szombierki Bytom           |
| 05.08.1987 | Hutnik II Kraków             | 0:3                   | Sandecja Nowy Sącz         |
| 05.08.1987 | Granat Skarżysko-Kamienna    | 1:0                   | Stal Stalowa Wola          |
| 05.08.1987 | Glinik Gorlice               | 2:2 n. V. (1:4 i. E.) | Wisła Krakau               |
| 05.08.1987 | Siarka Tarnobrzeg            | 1:2                   | Korona Kielce              |
| 05.08.1987 | Stal II Mielec               | 1:2                   | Resovia Rzeszów            |
| 05.08.1987 | KS Lublinianka               | 0:1 n. V.             | Broń Radom                 |
| 05.08.1987 | Gwardia Chełm                | 0:5                   | Igloopol Dębica            |
| 05.08.1987 | Unia Skierniewice            | 1:1 n. V. (3:0 i. E.) | Avia Świdnik               |
| 05.08.1987 | GKS Bełchatów                | 2:0                   | GKS 1962 Jastrzębie        |
| 05.08.1987 | Boruta Zgierz                | 1:3                   | Piast Gliwice              |
| 05.08.1987 | Polonia Bydgoszcz            | 3:1                   | Odra Wodzisław             |

## 3. Runde
Die Spiele der 3. Runde fanden am 26. August und 15. September 1987 statt. Es nahmen die Gewinner der 2. Runde teil.
| Datum      |                              | Ergebnis  |                       |
| ---------- | ---------------------------- | --------- | --------------------- |
| 26.08.1987 | SHR Wojcieszyce              | 2:0       | Gwardia Koszalin      |
| 26.08.1987 | Start Radziejów              | 2:6       | Włókniarz Pabianice   |
| 26.08.1987 | Wisła Tczew                  | 0:2       | Zawisza Bydgoszcz     |
| 26.08.1987 | Jeziorak Iława               | 2:1       | Gwardia Warszawa      |
| 26.08.1987 | Pogoń Siedlce                | 2:1       | Broń Radom            |
| 26.08.1987 | Unia Skierniewice            | 0:2       | Korona Kielce         |
| 26.08.1987 | Granat Skarżysko-Kamienna    | 2:1       | Igloopol Dębica       |
| 26.08.1987 | Grunwald Ruda Śląska         | 4:2       | Górnik Knurów         |
| 26.08.1987 | Ostrovia Ostrów Wielkopolski | 1:0 n. V. | Dozamet Nowa Sól      |
| 26.08.1987 | Sandecja Nowy Sącz           | 1:3       | Resovia Rzeszów       |
| 26.08.1987 | Piast Nowa Ruda              | 2:0       | Ślęza Wrocław         |
| 26.08.1987 | Urania Ruda Śląska           | 1:2       | Zagłębie Sosnowiec    |
| 26.08.1987 | BKS Stal Bielsko-Biała       | 1:2       | Piast Gliwice         |
| 15.09.1987 | Radomiak Radom               | 1:2       | Jagiellonia Białystok |
| 15.09.1987 | GKS Bełchatów                | 1:0       | Wisła Krakau          |
| 15.09.1987 | Polonia Bydgoszcz            | 1:0       | Bałtyk Gdynia         |

## 4. Runde
Die Spiele der 4. Runde fanden am 6., 7., 18. und 21. Oktober 1987 mit den Gewinnern der 3. Runde statt. Hinzu kamen die 16 Mannschaften der 1. Liga.
| Datum      |                              | Ergebnis              |                       |
| ---------- | ---------------------------- | --------------------- | --------------------- |
| 06.10.1987 | Jeziorak Iława               | 0:2                   | Lech Posen            |
| 07.10.1987 | Zawisza Bydgoszcz            | 1:2 n. V.             | Widzew Łódź           |
| 07.10.1987 | Zagłębie Sosnowiec           | 0:2                   | GKS Katowice          |
| 07.10.1987 | Korona Kielce                | 0:0 n. V. (2:4 i. E.) | Olimpia Posen         |
| 07.10.1987 | Włókniarz Pabianice          | 0:3                   | Górnik Wałbrzych      |
| 07.10.1987 | Grunwald Ruda Śląska         | 2:3                   | ŁKS Łódź              |
| 07.10.1987 | Piast Nowa Ruda              | 0:2                   | Pogoń Stettin         |
| 07.10.1987 | Piast Gliwice                | 0:1                   | Lechia Gdańsk         |
| 07.10.1987 | Resovia Rzeszów              | 0:1                   | Śląsk Wrocław         |
| 07.10.1987 | Granat Skarżysko-Kamienna    | 1:5                   | Legia Warschau        |
| 07.10.1987 | SHR Wojcieszyce              | 2:1                   | Ruch Chorzów          |
| 07.10.1987 | GKS Bełchatów                | 0:2                   | Zagłębie Lubin        |
| 07.10.1987 | Ostrovia Ostrów Wielkopolski | 1:0                   | Stal Mielec           |
| 07.10.1987 | Motor Lublin                 | 2:1                   | Jagiellonia Białystok |
| 18.10.1987 | Polonia Bydgoszcz            | 1:2                   | Górnik Zabrze         |
| 21.10.1987 | Pogoń Siedlce                | 1:1 n. V. (5:4 i. E.) | Polonia Bytom         |

## 5. Runde
Die Spiele der 5. Runde fanden am 18. und 25. November 1987 mit den Gewinnern der 4. Runde statt.
| Datum      |                              | Ergebnis  |                |
| ---------- | ---------------------------- | --------- | -------------- |
| 18.11.1987 | Śląsk Wrocław                | 2:1 n. V. | GKS Katowice   |
| 18.11.1987 | Widzew Łódź                  | 1:3 n. V. | Legia Warschau |
| 18.11.1987 | Ostrovia Ostrów Wielkopolski | 0:3       | Lech Posen     |
| 18.11.1987 | SHR Wojcieszyce              | 1:2       | ŁKS Łódź       |
| 18.11.1987 | Pogoń Siedlce                | 1:0       | Motor Lublin   |
| 18.11.1987 | Górnik Wałbrzych             | 4:3       | Olimpia Posen  |
| 18.11.1987 | Zagłębie Lubin               | 1:3       | Pogoń Stettin  |
| 25.11.1987 | Górnik Zabrze                | 4:0       | Lechia Gdańsk  |

## Viertelfinale
Die Spiele wurden in Hin- und Rückspielen ausgetragen. Die erstgenannten Mannschaften hatten zuerst Heimrecht. Die Hinspiele fanden am 5. März 1988, die Rückspiele am 6. April 1988 statt.
|                  | Gesamt |                | Hinspiel | Rückspiel |
| ---------------- | ------ | -------------- | -------- | --------- |
| Pogoń Stettin    | 0:2    | Lech Posen     | 0:1      | 0:1       |
| Górnik Wałbrzych | 4:3    | ŁKS Łódź       | 2:1      | 2:2       |
| Pogoń Siedlce    | 1:6    | Legia Warschau | 10:3 1   | 1:3       |
| Śląsk Wrocław    | 1:8    | Górnik Zabrze  | 11:2 1   | 0:6       |

## Halbfinale
Die erstgenannten Mannschaften hatten zuerst Heimrecht. Die Hinspiele fanden am 13. April 1988, die Rückspiele am 4. Mai 1988 statt.
|                  | Gesamt |               | Hinspiel | Rückspiel |
| ---------------- | ------ | ------------- | -------- | --------- |
| Legia Warschau   | 3:2    | Górnik Zabrze | 1:0      | 2:2       |
| Górnik Wałbrzych | 2:4    | Lech Posen    | 2:1      | 0:3       |

## Finale
| Lech Posen                              | Lech Posen | Legia Warschau | Legia Warschau |
| --------------------------------------- | --- | --- | -------------- |
| Lech Posen                              | \| 23. Juni 1988 in Łódź (Stadion Widzewa) \| \| Ergebnis: 1:1 n. V. (0:0), 3:2 i. E. \| \| Zuschauer: 10.000 \| \| Schiedsrichter: Piotr Werner (Katowice) \| | \| 23. Juni 1988 in Łódź (Stadion Widzewa) \| \| Ergebnis: 1:1 n. V. (0:0), 3:2 i. E. \| \| Zuschauer: 10.000 \| \| Schiedsrichter: Piotr Werner (Katowice) \| | Legia Warschau |
| Lech Posen                              | Ryszard Jankowski - Marek Rzepka, Piotr Skrobowski, Damian Łukasik, Dariusz Kofnyt (50. Andrzej Słowakiewicz) - Ryszard Rybak (94. Dariusz Skrzypczak), Piotr Romke, Czeslaw Jakolcewicz, Jarosław Araszkiewicz - Boguslaw Pachelski, Jerzy Kruszczyński Cheftrainer: Henryk Apostel | Zbigniew Robakiewicz – Dariusz Kubicki, Paweł Janas (4. Marek Jóźwiak), Arkadiusz Gmur - Tomasz Arceusz (91. Wojciech Jagoda), Zbigniew Kaczmarek, Leszek Pisz, Krzysztof Iwanicki, Grzegorz Szeliga - Andrzej Łatka, Dariusz Dziekanowski Cheftrainer: Andrzej Strejlau | Legia Warschau |
| Lech Posen                              | 1:0 Jarosław Araszkiewicz (48.) | 1:1 Krzysztof Iwanicki (64.) | Legia Warschau |
| Lech Posen                              | Elfmeterschießen | | Legia Warschau |
| Lech Posen                              | 1:0 Jerzy Kruszczyński 0 Boguslaw Pachelski 2:0 Czeslaw Jakolcewicz 0 Andrzej Słowakiewicz 3:2 Marek Rzepka | 0 Dariusz Kubicki 0 Dariusz Dziekanowski 2:1 Andrzej Łatka 2:2 Leszek Pisz 0 Krzysztof Iwanicki | Legia Warschau |
| Lech Posen                              | Piotr Romke, Jerzy Kruszczyński | Dariusz Dziekanowski, Leszek Pisz, Arkadiusz Gmur | Legia Warschau |
| 23. Juni 1988 in Łódź (Stadion Widzewa) | | |                |
| Ergebnis: 1:1 n. V. (0:0), 3:2 i. E.    | | |                |
| Zuschauer: 10.000                       | | |                |
| Schiedsrichter: Piotr Werner (Katowice) | | |                |